# Adolphe Duperly
Adolphe Duperly, né à Paris en 1801 et mort à Kingston en Jamaïque le 4 février 1864, est un lithographe et photographe français, actif à Kingston, où il a créé en 1840 le premier atelier photographique jamaïcain.

## Biographie
Adolphe Armand Désiré Duperly, né à Paris en 1801,, s'y forme comme graveur, lithographe et imprimeur.
Il s'installe à Haïti au début des années 1820. En juin 1823, il publie une annonce dans le journal de Port-au-Prince, Le Télégraphe, pour informer de l'ouverture d'un institut où seraient enseignés la lecture, l'écriture et le calcul, mais aussi le dessin et la lithographie ; Duperly indique dans la même annonce qu'il réalise des portraits et des lithographies et qu'il donne des cours de dessin chez des particuliers ; son appartement est situé rue du Centre, à côté du Sénat,.
Duperly travaille comme lithographe à Kingston en Jamaïque au début des années 1830, à l'époque où l'esclavage prend fin dans cette colonie britannique. En 1833, il publie une lithographie représentant la révolte des esclaves de Noël 1831, puis une autre en 1838 sur les festivités à Kingston lors de l'abolition de l'esclavage. Il illustre de lithographies l'ouvrage d'Isaac Mendes Belisario, Sketches of character, in illustration of the habits, occupation, and costume of the Negro population in the island of Jamaica, publié en 1837-1838 à Kingston.
Il fonde à Kingston en 1840, un an après l'annonce du procédé photographique de Louis Daguerre, le premier atelier de photographie de Jamaïque, où, grâce à ses daguerréotypes, il connaît une certaine prospérité. Duperly publie en 1850 à Kingston un ouvrage consacré à la Jamaïque, Daguerian Excursions in Jamaica, being a collection of views of the most striking scenery, public buildings and other interesting objects, composé de 24 lithographies d'après ses daguerréotypes, qui sont considérés comme les premières vues photographiques connues de l'île.
L'atelier de photographie Adolphe Duperly & Sons fonctionne à Kingston jusque dans les années 1920, continué par son fils Armand (1834-1909), puis son petit-fils Théophile (mort en 1933), et remporte une médaille d'or à l'exposition de la Jamaïque en 1891 ; l'atelier proposait des portraits, des photos au format carte de visite ainsi que des cartes postales photographiques pour les touristes ; en 1905, l'atelier publie l'album Picturesque Jamaica, illustré de 63 photographies. Un autre fils d'Adolphe Duperly, Henri Louis, établit un studio photographique en Colombie en 1876, dont l'activité est continuée par son fils Oscar.

## Livres de photographies
- (en) Daguerian Excursions in Jamaica, being a collection of views of the most striking scenery, public buildings and other interesting objects, taken on the spot with the daguerreotype by Adolphe Duperly and lithographed under his direction by the most eminent Artists in Paris, Kingston, 1850, 24 ff.[13],[8].

## Collections
- Bibliothèque de l'université de Cambridge, Royaume Uni[9].

## Expositions
- 30 septembre - 16 novembre 2001 : Duperly, National gallery of Jamaica, Kingston[14].
- octobre - décembre 2013 : Retina Caribe. Duperly, Universidad EAFIT (en), Medellín[15],[12].

## Galerie

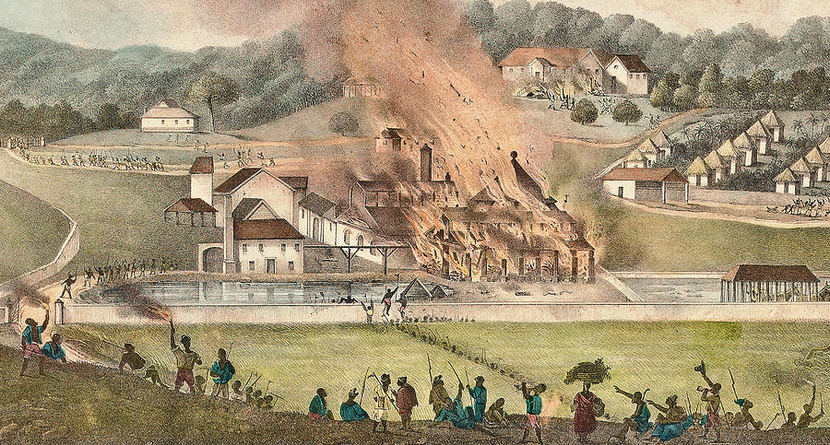
Destruction de la plantation de Roehamption lors de la Grande révolte des esclaves en Jamaïque en 1831, lithographie.
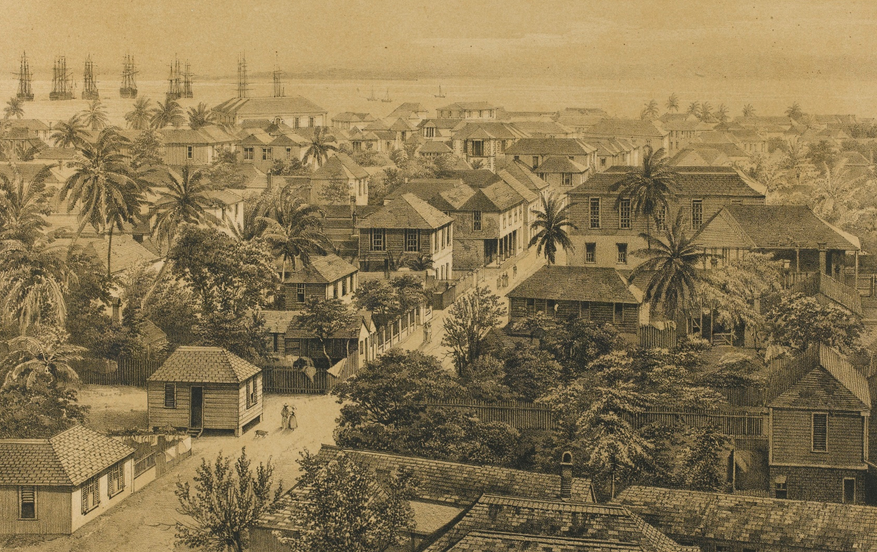
Vue de Falmouth en Jamaïque, lithographie d'après daguerréotype dans Daguerian Excursions in Jamaica, 1850.
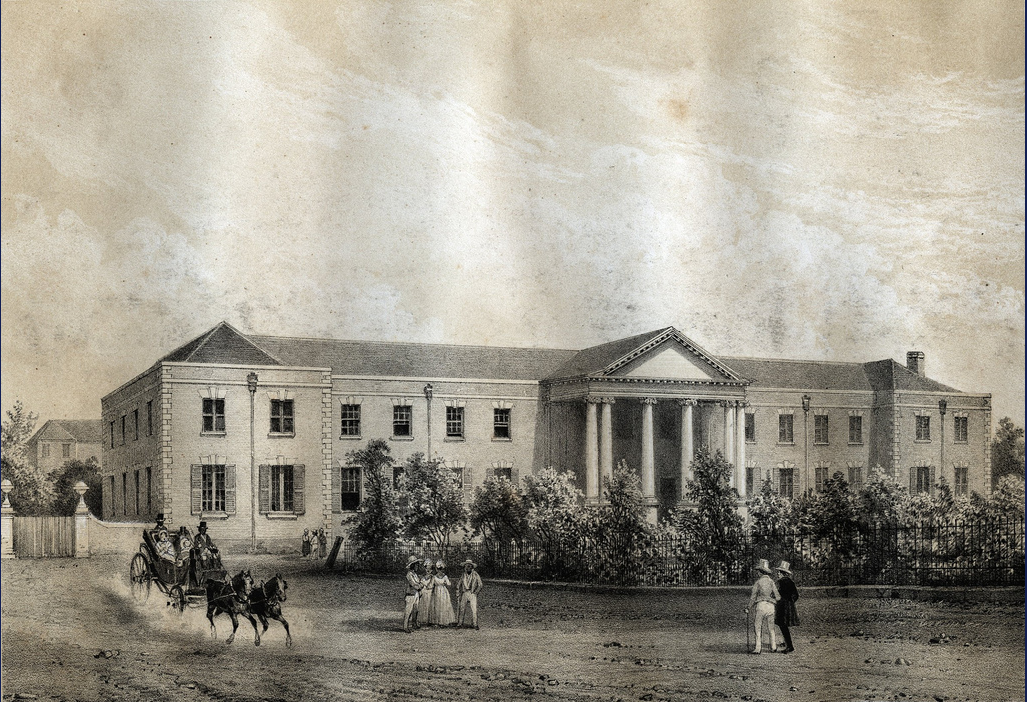
King's House, Spanish Town, lithographie d'après daguerréotype dans Daguerian Excursions in Jamaica, 1850.